# Lámparas Z
Lámparas Z (Sociedad Española de Lámparas Eléctricas Z) fou una empresa de Barcelona, destinada inicialment a la fabricació de llums o bombetes incandescents, i posteriorment a altres productes d'il·luminació (llums fluorescents) i aparells elèctrics d'ús domèstic, ubicada inicialment a la Gran Via de les Corts Catalanes cantonada amb el carrer de Mèxic i, posteriorment, al passeig de la Zona Franca.

## Història

### Fundació
Fou fundada el 16 de gener de 1908, per Lluís Muntadas i Rovira, enginyer de Barcelona, amb la concurrència a l'escriptura notarial de constitució, com a soci, de Roger Clinchant de Milly, industrial veí de París. La seva denominació deriva del fet que els filaments de les bombetes elèctriques es fabricaven amb zirconi, essent conegudes com a zirconium lamps o z-lamps.
Lluís Muntadas i Rovira, fill de Josep Antoni Muntadas i Campeny (fundador de La España Industrial), amb anterioritat, el 1897, ja havia fundat a Barcelona l'empresa La Industria Eléctrica, que el 1910 es va unir a Siemens, creant-se la societat Siemens Schuckert Industria Eléctrica SA, com a subministrador d'equipament elèctric.
Les patents inicialment explotades i fabricades per Lámparas Z foren la ElektroDm Gesellschaft i la Zirkon Glühlampeverk. A la mort de Lluís Muntadas i Rovira, l'empresa quedà en mans del seu gendre Juli Caparà, que anys després va estar al capdavant de la companyia Hispano Olivetti.

### Integració al grup Philips
Fruit de l'estreta col·laboració entre Juli Caparà i Anton Philips des de l'any 1912, que va donar lloc a una participació de Philips en el capital de Lámparas Z que culminaria el 1920, l'any 1914 es va tancar un conveni d'assistència amb els Laboratoris de Física Philips, dels Països Baixos, per adaptar els productes de l'empresa catalana als nous avenços tècnics. A partir de l'any 1927, Philips va confiar a Lámparas Z la fabricació completa de les bombetes Philips. El 1926, a partir de la constitució de Lámparas Philips SAE, aquesta va concentrar totes les activitats dels distribuïdors dels productes d'enllumenat Philips, mentre que la part industrial romania en mans de Lámparas Z.
El 1931, la fàbrica de Barcelona va iniciar la fabricació de vàlvules de ràdio. De no ser per l'esclat de la Guerra Civil, el primer receptor de ràdio totalment fabricat a Espanya hagués estat llest el 1936, fet que es va retardar fins al 1942.
El 1945, l'empresa catalana iniciava la fabricació de tubs fluorescents i el 1946 la de vàlvules electròniques. Deu anys més tard, s'iniciava la fabricació de components de televisió, inclosos els tubs d'imatge. Els discos de vinil es començaren a fabricar el 1958. Totes aquestes ampliacions de la producció varen ser determinants per al trasllat a unes noves instal·lacions al passeig de la Zona Franca a principis de la dècada de 1950.

### Trasllat al passeig de la Zona Franca
En una primera fase, sota la direcció de l'enginyer Antoni Grau, es construí una fàbrica de vidre formada per dues grans naus, una destinada a forns i l'altra a taller, magatzems i vestidors, ambdues de planta baixa i pis. En una segona fase, pocs anys després, coincidint amb els preparatius del cinquantenari de l'empresa, s'encarregà l'ampliació de les instal·lacions a l'arquitecte Josep Soteras i Mauri (coautor del projecte constructiu del Camp Nou del FC Barcelona, en aquella mateixa època). Aquesta ampliació s'executà en la part del solar més proper al passeig, destinada a la substitució de les instal·lacions originàries de la Gran Via, destinades a la fabricació de les làmpades.
Entre la fàbrica i els habitatges de la SEAT es projectaren uns jardins per a esbarjo del personal de l'empresa. Dissenyats per l'esposa de l'aleshores director general de l'empresa, Sr. Van der Harst, la qual tenia formació en paisatgisme o jardineria, disposava de variada vegetació i d'un disseny i recorreguts no lineals, amb espècies vegetals úniques a Barcelona.
La construcció de la referida ampliació i, per tant, el definitiu trasllat de totes les instal·lacions al passeig de la Zona Franca es produí a mitjans de l'any 1959, poc després de la celebració, l'any anterior, del cinquantenari de l'empresa, amb gran ressò a la premsa de l'època.
El progressiu augment de la participació de Philips va portar finalment a l'absorció de Lámparas Z per part de l'empresa holandesa, que va culminar el 1998.

### Nous usos
En l'actualitat, un cop reconvertits el solar i les edificacions de l'empresa, la seva zona ajardinada, pionera en el seu temps, constitueix el Jardí dels Drets Humans, d'ús públic i titularitat municipal.
A l'edifici que fou la fàbrica de vidre hi té la seu el Graner, Centre de creació del cos i del moviment, destinat a la promoció de tot el relacionat amb la dansa en l'àmbit de la creació. La propietat de la instal·lació és de l'Ajuntament de Barcelona i la gestió correspon al Mercat de les Flors. L'illa Philips també allotja la Biblioteca Francesc Candel, de la xarxa de biblioteques municipals de la Diputació de Barcelona.
El fons documental de l'empresa està dipositat a l'Arxiu Nacional de Catalunya des de l'any 2002.